# Stolypin-reformerne
Stolypin-reformerne var en række ændringer af reguleringen af Det Russiske Kejserriges landbrugssektor, der blev gennemført under den russiske premierminister Pjotr Stolypins regeringstid. De fleste af de gennemførte reformer var baseret på anbefalinger fra en komité kendt som "Særlig konference for landbrugsindustriens behov", der arbejdede i Rusland fra 1901 til 1903 under ledelse af finansminister Sergej Vitte.

## Landbrugsreformer
Reformernes mål var at ændre den traditionelle form for russisk landbrug obsjtjina, en form for landbrugsdrift, der minder om det danske landsbyfællesskab før udskiftningen, der fandt sted i det danske samfund i slutningen af 1700-tallet. 
Det russiske landbrug havde oprindeligt været baseret på landbobefolkningen livegenskab. Livegenskabet var blevet ophævet i 1861 af zar Aleksandr 2., men de frigivne livegne havde ikke de finansielle muligheder for at forlade den jord, som de via livegenskabet havde været knyttet til, da de skyldte penge til staten for perioder op til 49 år. I slutningen af 1800-tallet blev obsjtjina-systemet af mange opfattet som uhensigtsmæssigt grundet det kollektive ejerskab, den spredte placering af jorden, der var bestemt af den enkelte families størrelse og et betydeligt element af kontrol og indflydelse af familiens overhoved. Stolypin forsøgte at ophæve det russiske fællessystem mir og hindre radikaliseringen af bønderne og på den måde standse den politiske uro, der havde givet sig udslag i revolutionen i 1905. Stolypin mente, at man ved at knytte landbefolkningen til deres egne privatejede jordstykker ville skabe en profitorienteret og politisk konservativ bondestand, som den der var opstået i det vestlige Europa. Stolypin omtalte sine reformer som at "sætte sine penge på de stærke og ædru".
Reformerne begyndte med og introducerede den ubetingede ret for alle individer til at eje jord. Denne ret (“Ukase”) blev indført den 9. november 1906. Stolypins reformer afskaffede obsjtjina-systemet, der blev afløst af et system, der lagde vægt på privat ejendomsret til jord og til bygningerne knyttet til den enkelte bedrift, således at bønderne ville blive mere konservativt orienterede og mindre politisk radikale. 
Reformerne omfatter flere elementer i samfundet:
- etablering og udvikling af større individuelt ejede landbrugsenheder (khutorer)
- etablering af kooperative virksomheder indenfor landbruget
- uddannelse af landboere om landbrugsdrift
- udbredelse af nye metoder indenfor landbruget
- lettelse af adgangen for bønderne til at opnå finansiering

Den russiske stat implementerede Stolypin-reformerne i en omfattende kampagne fra 1906 til 1914. Ændringerne blev ikke gennemført ved den kommondoøkonomi, der blev benyttet senere i 1920’ernes Sovjetunionen, men snarere gennem som en fortsættelse af det modificerede statskapitalistiske program, som Sergej Vitte havde igangsat. Stolypins gennemførelse af reformerne skete hurtigt ligesom Vittes reformer, men adskilte sig ved at være rettet mod landbrugssektoren og ved at give personlige rettigheder til en større befolkningsgruppe og ved at have opbakning fra det russiske politi. Reformerne lagde grundstenen til et russisk markedsbaseret landbrug.
Stolypins reformer blev rullet tilbage i 1920’erne efter bolsjevikkerne var kommet til magten. Staten overtog jorden, som bønderne ejede, og landbrugsproduktion skulle herefter finde sted på kollektivt ejede landbrug. De selvejende bønder, kulakker, blev forfulgt og i vidt omfang henrettet. 

## Kolonisering
Som følge af anlæggelsen af Den transsibiriske jernbane og andre jernbaner øst for Uralbjergene og det Kaspiske Hav opstod en stigende udflytnign fra det vestlige Rusland til Sibirien. Den britiske historiker John M. Thompson anslår, at mere end 10 millioner mennesker frivilligt flyttede fra det vestlige Rusland til områder øst for Ural fra 1890 til 1914.
Migrationen mod Sibirien var støttet af bestyrelsen af Den Transsibiriske Jernbane, der var ledet af Nikolaj 2.. Stolypin-reformerne omfattende støtte til de bønder, der flyttede til Sibirien. En særlig styrelse blev oprettet i 1906 under det russiske landbrugsministerium med fokus på migrationen østpå. Styrelsen organiserede genhusning af emigranterne og bistod dem i de første år efter flytningen. Udvandrerne modtog gennemsnitligt 16,5 hektar land pr. mand. Det samlede areal, der blev overdraget til emigranterne udgjorde 21 millioner hektar. Migranterne modtog en mindre statsstøtte, undtagelse for nogle skatter og rådgivning fra staten.
Migrationen medførte, at befolkningen øst for Ural blev forøget 2,5 gange indtil udbruddet af 2. verdenskrig.

## Kooperative initiativer
Som led i reformerne blev der også tilskyndet dannelse af kooperativer til støtte for udviklingen, herunder andelskasser til lettelse af bøndernes finansiering, og andelsforeninger til produktion og forbrug. Mange elementer af Stolypins andelstanker blev senere indarbejdet i de tidlige landbrugsreformer i Sovjetunionen.